# زامپرلا
زامپرلا (انگلیسی: Zamperla) شرکت تولید صنعتی ایتالیایی است، که در سال ۱۹۶۶ تأسیس شد.